# Zelene, Rujîn
Zelene (în ucraineană Зелене) este un sat în comuna Nemîrînți din raionul Rujîn, regiunea Jîtomîr, Ucraina.

## Demografie
Componența lingvistică a localității Zelene
     Ucraineană (100%)
Conform recensământului din 2001, toată populația localității Zelene era vorbitoare de ucraineană (100%).